# Archidiocèse d'Hanoï
L'archidiocèse d'Hanoï (Archidioecesis Hanoiensis) est un territoire ecclésiastique de l'Église catholique au nord du Viêt Nam dans l'ancien Tonkin. Son église-mère est la cathédrale Saint-Joseph construite par les Français et consacrée le jour de Noël 1886.

## Historique

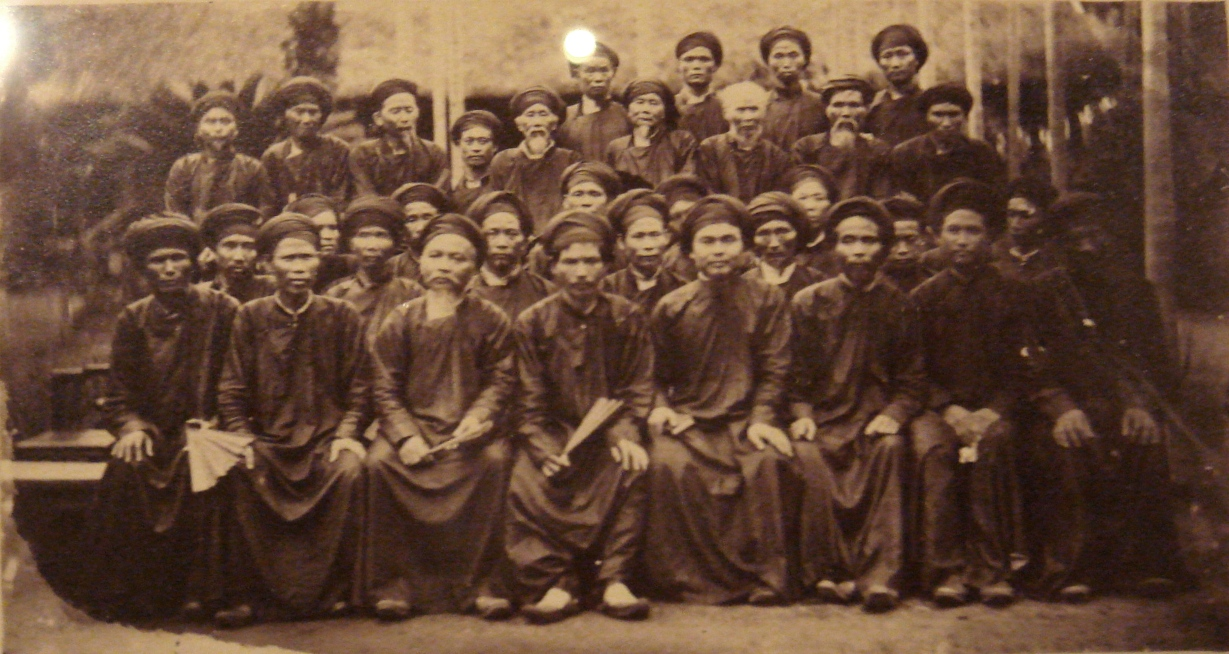
Prêtres catholiques tonkinois au XIXe siècle.

Le vicariat apostolique du Tonkin est érigé le 9 septembre 1659 par le bref apostolique Super cathedram d'Alexandre VII, recevant son territoire du diocèse de Macao. Il est administré pendant près de trois siècles par les Missions étrangères de Paris, jusqu'à la prise de contrôle du Tonkin par les troupes communistes d'Hô-Chi-Minh en 1950.
Il cède une partie de son territoire, le 24 juillet 1678, à l'avantage du nouveau vicariat apostolique du Tonkin oriental (aujourd'hui diocèse d'Haïphong) et prend le nom de vicariat apostolique du Tonkin occidental. En 1680, il cède encore une portion de territoire pour la fondation du diocèse du Sétchouan en Chine (aujourd'hui diocèse de Chengdu), puis le 27 mars 1846 pour le vicariat apostolique du Tonkin méridional (aujourd'hui diocèse de Vinh), et le 15 avril 1895 pour le vicariat apostolique du Tonkin supérieur (aujourd'hui diocèse de Hung Hoa).
Il prend le nom de vicariat apostolique de Hanoï, le 3 décembre 1924.
En 1935, le vicariat dispose d'un évêque, un procureur (nom du supérieur des Missions étrangères de Paris), trente-deux missionnaires, trois curés et cent-cinquante-neuf prêtres vietnamiens. Les trois cent-cinquante-six religieuses des Amantes de la Croix sont réparties dans dix-sept couvents auxquelles il faut ajouter vingt-trois carmélites, vingt-cinq frères des écoles chrétiennes (qui éduquent 550 élèves), neuf rédemptoristes canadiens dans un faubourg de Hanoï (ils recueilleront dix ans plus tard l'impératrice Nam Phuong et sa famille), et de plusieurs écoles. Les Sœurs de Saint-Paul de Chartres qui ont fondé l'hôpital indigène - racheté ensuite par l'administration coloniale - dirigent l'immense hospice Saint-Joseph. Elles comptent en 1935, cent neuf sœurs. Elles dirigent également une école fameuse, l'institution Sainte-Marie, fondée en 1896 et la clinique Saint-Paul qui existe toujours actuellement. 

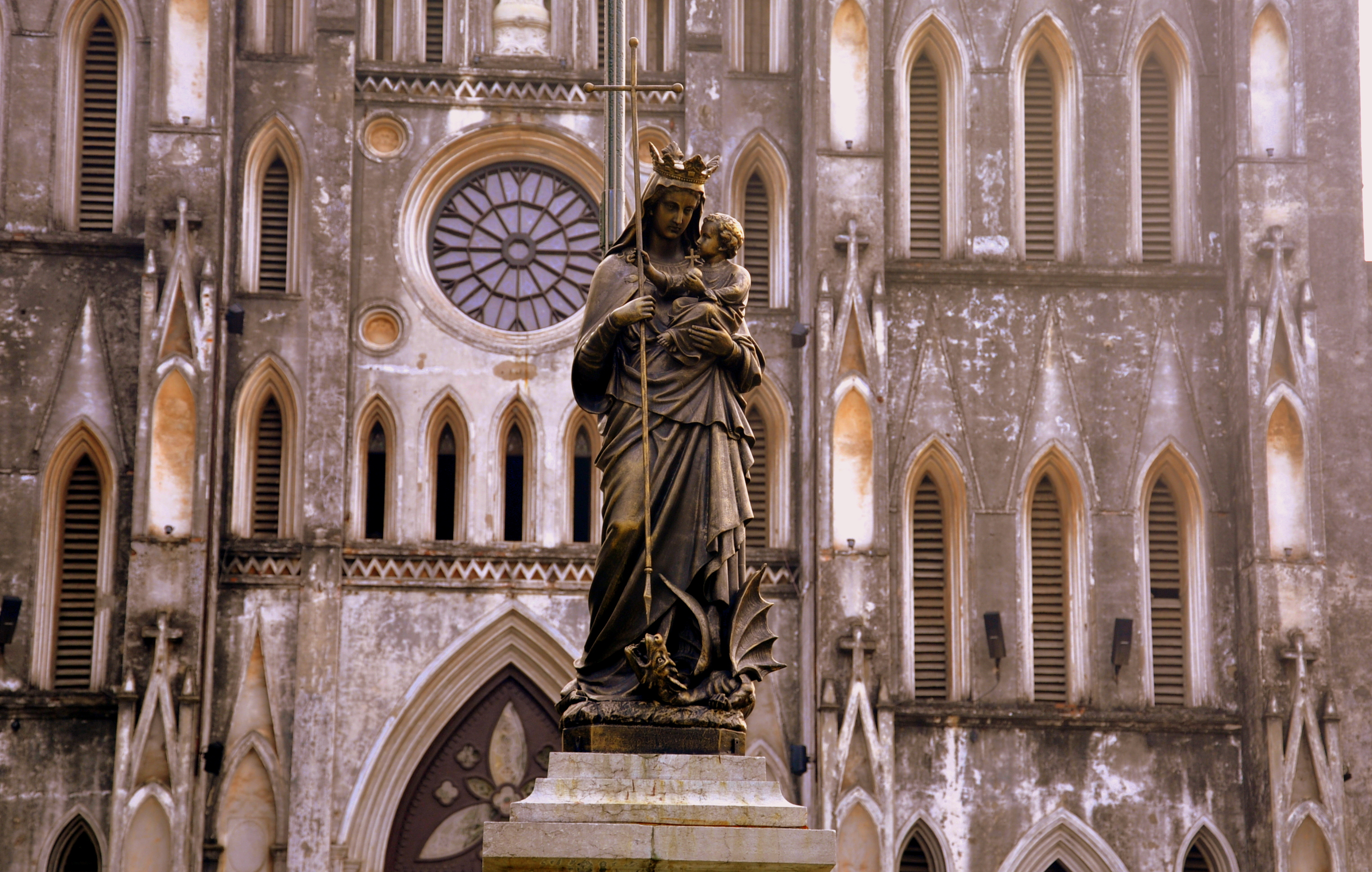
Statue de Notre-Dame devant la cathédrale Saint-Joseph d'Hanoï.

Le vicariat est érigé, après l'indépendance du Viêt Nam, en archidiocèse d'Hanoï, le 24 novembre 1960, par le décret Venerabilium nostrorum de Jean XXIII.
Sa population est en butte à la persécution, après 1945, l'évêque étant emprisonné, puis assigné à résidence et les congrégations dispersées, la plupart des prêtres étant interdits de ministère. Après les années 1960, un certain nombre de prêtres peut continuer à exercer. L'étau se desserre dans les années 1990, mais les surveillances discriminatoires de l'administration civile continuent à partir des années 2000.
L'archidiocèse dispose d'un séminaire, le séminaire Saint-Joseph de Hanoï rouvert en 1971.

## Diocèses suffragants
- Diocèse de Bac Ninh
- Diocèse de Bùi Chu
- Diocèse de Hà Tĩnh
- Diocèse d'Haïphong
- Diocèse de Hung Hoa
- Diocèse de Lang Son et Cao Bang
- Diocèse de Phát Diêm
- Diocèse de Thai Binh
- Diocèse de Thanh Hóa
- Diocèse de Vinh

## Ordinaires
- François Pallu, mep, 1659-1679

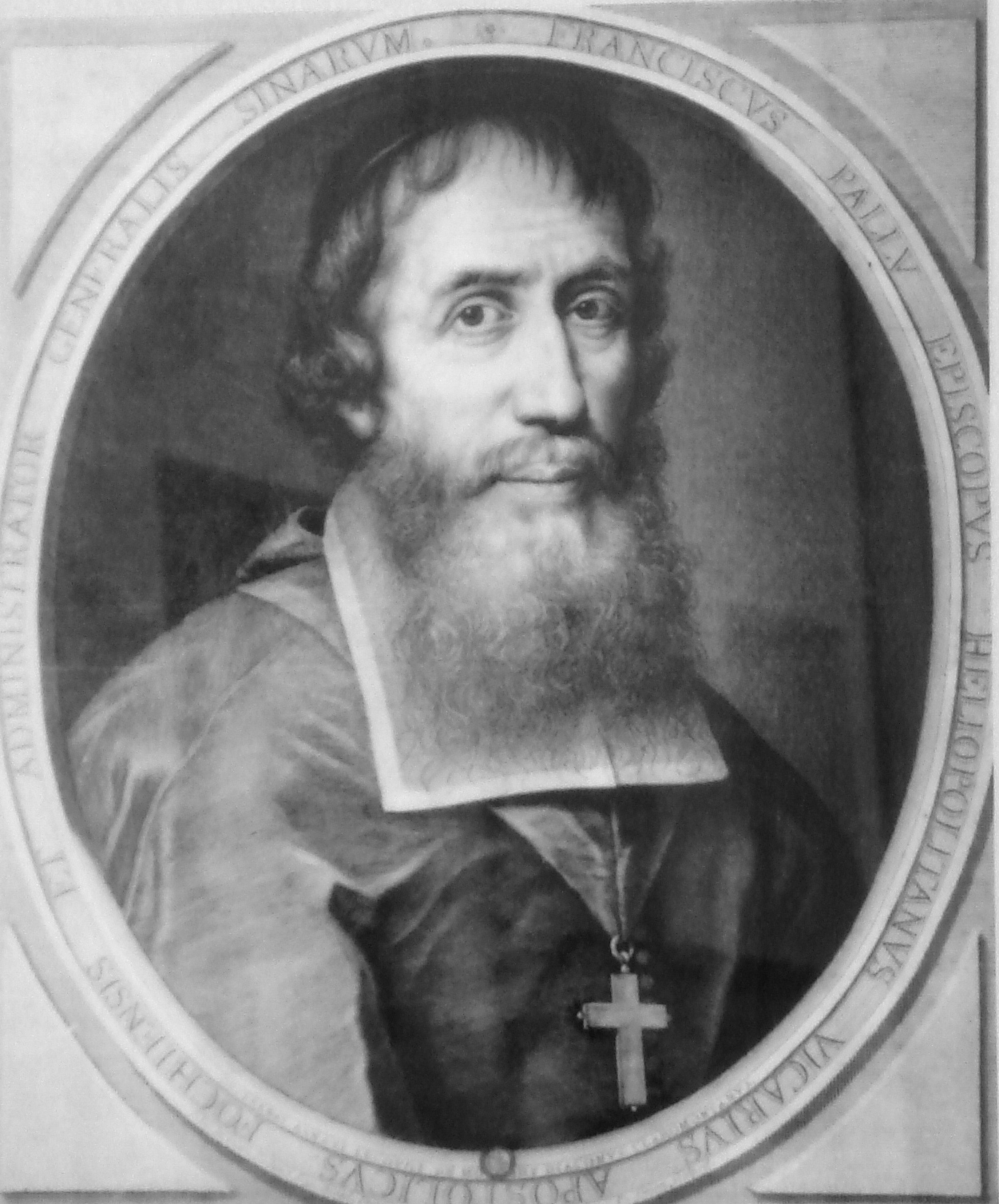
Portrait de Mgr François Pallu.

- Jacques de Bourges, mep, 1679-1714
- Edme Bélot, mep, 1714-1717
- François-Gabriel Guisain, mep 1718-1723
- Louis Néez, mep, 1738-1764
- Bertrand Reydellet, mep, 1764-1780
- Jean Davoust, mep, 1780-1789
- Jacques-Benjamin Longer, mep, 1789-1831
- Joseph Havard, mep, 1831-1838
- Pierre-André Retord, mep, 1839-1858[3]
- Charles-Hubert Jeantet (de), mep, 1858-1866
- Joseph Theurel, mep, 1866-1868
- Paul-François Puginier, mep, 1868-1892
- Pierre-Marie Gendreau, mep, 1892-1935
- François Chaize, mep, 1935-1949
- Joseph-Marie Trinh-nhu-Khuê, 1950-1978
- Joseph-Marie Trinh-van-Can, 1978-1990

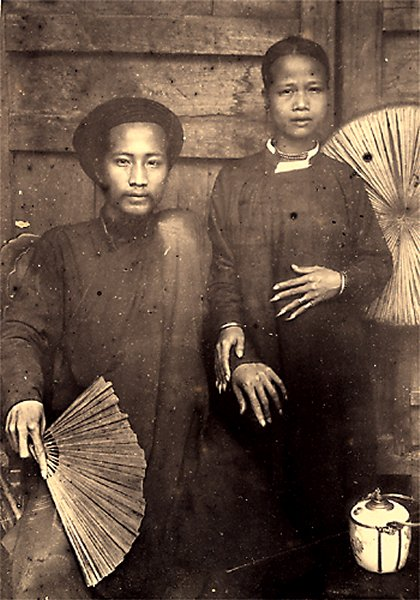
Un interprète catholique tonkinois (Joseph Lai) photographié avec sa femme par le docteur Hocquard vers 1885.

- Paul-Joseph Pham Ðình Tung, 1995-2004
- Joseph Ngô Quang Kiệt (it), 2005-2010
- Pierre Nguyên Van Nhon, 13 mai 2010-17 novembre 2018, cardinal le 14 février 2015
- Joseph Vũ Văn Thiên (it) depuis le 17 novembre 2018

## Statistiques
- 1950 : 200 000 baptisés sur 2 000 000 habitants[4], 125 paroisses pour 228 prêtres (dont 67 réguliers)
- 1963 : 150 000 baptisés sur 2 000 000 habitants, 112 paroisses pour 51 prêtres en vie (dont 1 régulier) et 3 prêtres autorisés à exercer leur ministère
- 1995 : 400 000 baptisés sur 6 000 000 habitants, 130 paroisses pour 61 prêtres (dont 8 réguliers)
- 2002 : 305 000 baptisés sur 6 000 000 habitants, 130 paroisses pour 49 prêtres (dont 3 réguliers)
- 2006 : 290 754 baptisés sur 5 297 339 habitants, 133 paroisses pour 55 prêtres (dont 3 réguliers)
- 2011 : 71 prêtres[5]

## Source
- Annuaire pontifical, édition 2007